# Arthrotus nigromaculata
Arthrotus nigromaculata es un coleóptero de la familia Chrysomelidae. Fue descrita científicamente por primera vez en 1896 por Jacoby.